# Fluviatiel proces
Een fluviatiel proces is in een geomorfologisch proces onder de werking van een stromend medium. Op Aarde is dit medium meestal vloeibaar water in de vorm van rivieren en beken. Deze worden gevoed door neerslag en grondwater uit hun stroomgebied, door een overlopend meer, of door smeltwater van een gletsjer of ijskap. Onder invloed van dit stromende water vindt erosie plaats. Vrijgekomen deeltjes worden door rivieren en beken getransporteerd. Het sediment zal op lager gelegen plaatsen bezinken, men spreekt dan van fluviatiele sedimentatie. Als de afzetting op dezelfde plek lang genoeg verdergaat, kan een dik pakket sediment ontstaan.
Op Venus vormt vloeibare lava fluviatiele landschapsvormen. De Saturnusmaan Titan kent ook fluviatiele vormen, waarschijnlijk gevormd door vloeibaar methaan.

## Landschapsvormen
Voorbeelden van landschapsvormen resulterend uit fluviatiele processen:
- Delta's
- Riviervlaktes met daarbinnen verschillende riviertypen en gerelateerde landschapsvormen:
  - Riviertypen
    - Anastomoserende rivier
    - Vlechtende rivier
    - Meanderende rivier

  - Landschapsvormen
    - Oeverwallen
    - Kommen
    - Uiterwaarden
    - Meanders
    - Kronkelwaarden
    - Hoefijzermeren
    - Glij-oevers
    - Stootoever
    - Potholes
- Insnijdingen (rivierdal, erosiegeulen)
- Interlocking spurs
- Beekdalen
- Puinwaaiers
- Grotten
- Fluviatiele landschapsvormen van rivierdalen:
  - Consequente rivier
  - Subsequente rivier
  - Resequente rivier
  - Obsequente rivier
  - Insequente rivier

Glaciofluviale landschapsvormen ontstaan door afstromend ijssmeltwater:
- Kame-terrassen (proglaciaal fluviatiel: smeltwater tussen ijs en bergwand/morenewal)
- Sandrs (proglaciaal fluviatiel: smeltwater direct voor het ijs)
- Eskers (subglaciaal fluviatiel: smeltwater onder het ijs)